# Gheorghe Megelea
Gheorghe Megelea (né le 14 mars 1954 à Reșița) est un athlète roumain spécialiste du lancer de javelot. 

## Carrière

### Palmarès
| Date | Compétition                   | Lieu      | Résultat | Performance |
| ---- | ----------------------------- | --------- | -------- | ----------- |
| 1973 | Championnats d'Europe juniors | Duisbourg | 2e       | 74,68 m     |
| 1975 | Universiade d'été             | Rome      | 1er      | 81,30 m     |
| 1976 | Jeux olympiques d'été         | Montréal  | 3e       | 87,16 m     |

### Records
| Épreuve           | Performance | Lieu | Date |
| ----------------- | ----------- | ---- | ---- |
| Lancer de javelot | 88,00 m     |      | 1977 |